# Listă de comune din raionul Edineț
Această listă conține comunele din raionul Edineț, Republica Moldova, cu satele din componența lor. Celulele gri indică localitățile consemnate ca „sat (comună)” în Legea privind organizarea administrativ-teritorială a Republicii Moldova.
| Comuna         | Satul de reședință | Sate componente  |
| -------------- | ------------------ | ---------------- |
| —              | —                  | Alexeevca        |
| —              | —                  | Bădragii Noi     |
| —              | —                  | Bădragii Vechi   |
| Bleșteni       | Bleșteni           | Bleșteni         |
| Bleșteni       | Bleșteni           | Volodeni         |
| Brătușeni      | Brătușeni          | Brătușeni        |
| Brătușeni      | Brătușeni          | Brătușenii Noi   |
| —              | —                  | Brînzeni         |
| Burlănești     | Burlănești         | Burlănești       |
| Burlănești     | Burlănești         | Buzdugeni        |
| Cepeleuți      | Cepeleuți          | Cepeleuți        |
| Cepeleuți      | Cepeleuți          | Rîngaci          |
| Cepeleuți      | Cepeleuți          | Vancicăuți       |
| —              | —                  | Chetroșica Nouă  |
| Constantinovca | Constantinovca     | Constantinovca   |
| Constantinovca | Constantinovca     | Iachimeni        |
| —              | —                  | Corpaci          |
| Cuconeștii Noi | Cuconeștii Noi     | Cuconeștii Noi   |
| Cuconeștii Noi | Cuconeștii Noi     | Cuconeștii Vechi |
| —              | —                  | Fetești          |
| —              | —                  | Gașpar           |
| —              | —                  | Goleni           |
| —              | —                  | Gordinești       |
| —              | —                  | Hancăuți         |
| Hincăuți       | Hincăuți           | Clișcăuți        |
| Hincăuți       | Hincăuți           | Hincăuți         |
| Hincăuți       | Hincăuți           | Poiana           |
| —              | —                  | Hlinaia          |
| —              | —                  | Lopatnic         |
| Parcova        | Parcova            | Fîntîna Albă     |
| Parcova        | Parcova            | Parcova          |
| Rotunda        | Rotunda            | Hlinaia Mică     |
| Rotunda        | Rotunda            | Rotunda          |
| Ruseni         | Ruseni             | Ruseni           |
| Ruseni         | Ruseni             | Slobodca         |
| —              | —                  | Stolniceni       |
| —              | —                  | Șofrîncani       |
| —              | —                  | Terebna          |
| —              | —                  | Tîrnova          |
| —              | —                  | Trinca           |
| —              | —                  | Viișoara         |
| Zăbriceni      | Zăbriceni          | Onești           |
| Zăbriceni      | Zăbriceni          | Zăbriceni        |